# Cayaponia austin-smithii
Cayaponia austin-smithii là một loài thực vật có hoa trong họ Cucurbitaceae. Loài này được Standl. mô tả khoa học đầu tiên năm 1938.